# Laron Profit
Pour les articles homonymes, voir Profit (homonymie).
Laron Profit, né le 5 août 1977 à Charleston en Caroline du Sud, est un entraîneur et ancien joueur de basket-ball américain. Il a été drafté en 1999 par le Magic d'Orlando en 38e position. Il évolua pendant 2 saisons aux Wizards de Washington puis en Italie avec le Premiata Montegranaro et en Chine avec le Guangdong Southern Tigers.
Il revient en NBA en 2004 et retourne avec les Wizards. À la fin de cette saison, il signe avec les Lakers de Los Angeles. L'année suivante, il s'engage avec le Anadolu Efes SK puis avec le Libertad Sunchales pour deux dernières saisons.